# Melbourne Showgrounds
Pour les articles homonymes, voir Showgrounds.
Le Melbourne Showgrounds est un stade de baseball situé à Ascot Vale près de Melbourne dans le Victoria, en Australie. Il fait partie du complexe éponyme servant lors de diverses manifestations sportives et culturelles.
Les Melbourne Aces en sont le club résident depuis 2010.

## Histoire
Les Melbourne Showgrounds sont construits dans les années 1930 à Ascot Vale, près de Melbourne. Ils accueillent le Royal Melbourne Show et d'autres événements sur le modèle des Sydney Showgrounds. La capacité totale atteint les 15 000 places.
Il est utilisé pour des festivals tels que le Soudwave ou Stereosonic, des concerts ou encore des manifestations culturelles. Il possède sa propre ligne de train reliée au Flemington Racecourse qui n'est ouverte que lors des événements ayant lieu au Showgrounds. 
En 2005 des travaux sont entrepris pour doter la ville d'infrastructures modernes. Une nouvelle arena est construite et l'ancienne détruite et le complexe dans son entier est rénové pour 108 000 000 $ AUD. L'inauguration a lieu lors de l'ouverture du 2006 Royal Melbourne Show.
En 2010, l'Arena est aménagée pour la pratique du baseball lors de travaux de 300 000 $ AUD. Elle accueille les Melbourne Aces en Ligue australienne de baseball depuis. C'est le premier club sportif résident du complexe.